# Freeport (Florida)
Freeport és una població dels Estats Units a l'estat de Florida. Segons el cens del 2000 tenia 1.190 habitants.

## Demografia
Segons el cens del 2000, Freeport tenia 1.190 habitants, 500 habitatges, i 327 famílies. La densitat de població era de 42,6 habitants/km².
Dels 500 habitatges en un 31,6% hi vivien nens de menys de 18 anys, en un 49,4% hi vivien parelles casades, en un 11,8% dones solteres, i en un 34,6% no eren unitats familiars. En el 28,8% dels habitatges hi vivien persones soles el 12% de les quals corresponia a persones de 65 anys o més que vivien soles. El nombre mitjà de persones vivint en cada habitatge era de 2,38 i el nombre mitjà de persones que vivien en cada família era de 2,9.
Per edats la població es repartia de la següent manera: un 26% tenia menys de 18 anys, un 8,7% entre 18 i 24, un 27,5% entre 25 i 44, un 23,9% de 45 a 60 i un 13,9% 65 anys o més.
L'edat mediana era de 38 anys. Per cada 100 dones de 18 o més anys hi havia 98,4 homes.
La renda mediana per habitatge era de 25.735 $ i la renda mediana per família de 33.214 $. Els homes tenien una renda mediana de 31.375 $ mentre que les dones 19.219 $. La renda per capita de la població era de 14.114 $. Entorn del 18% de les famílies i el 21,4% de la població estaven per davall del llindar de pobresa.

## Poblacions més properes
El següent diagrama mostra les poblacions més properes.